# Wilmarsdonk

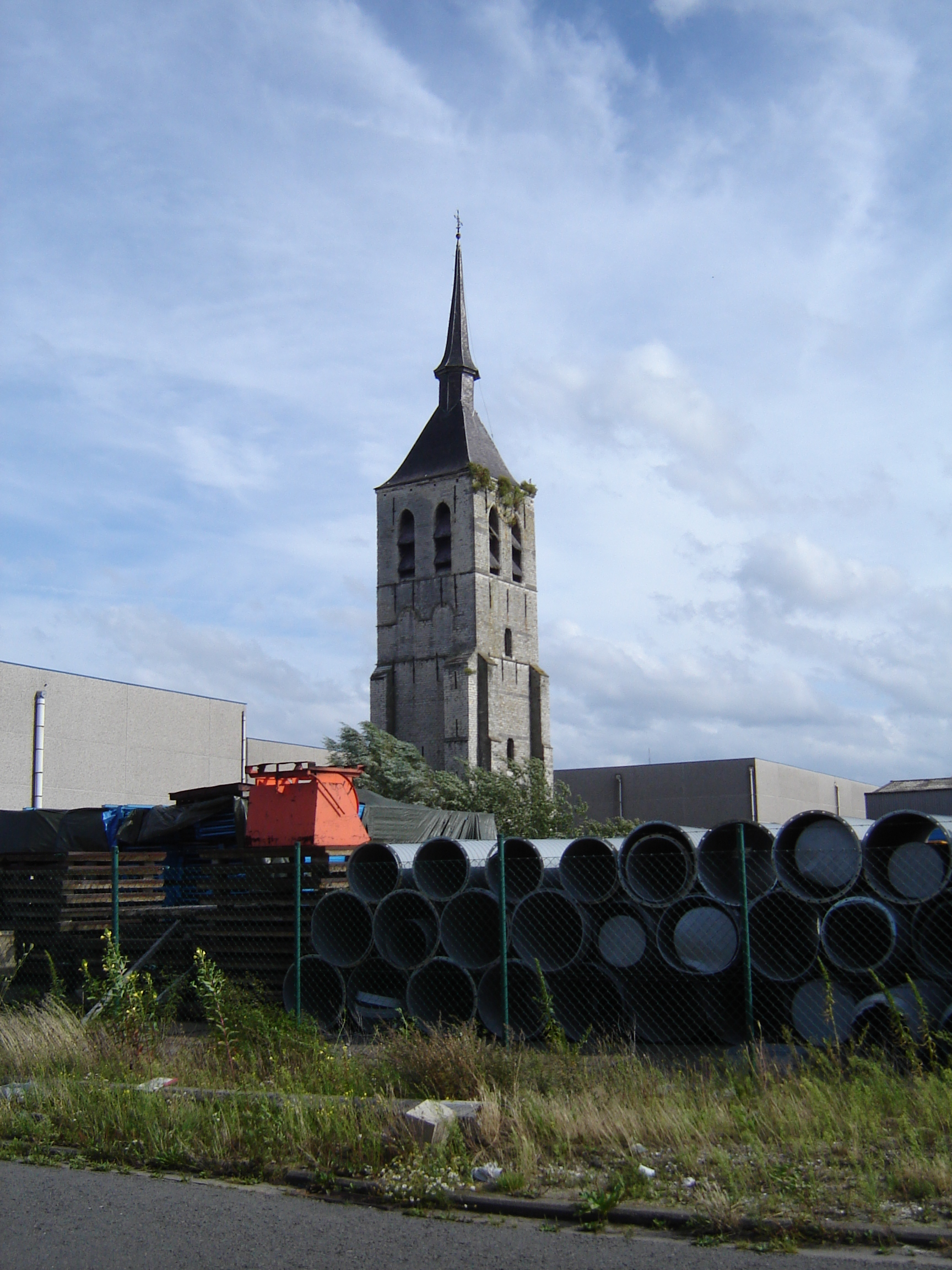
Wilmarsdonk in havengebied, in 2008

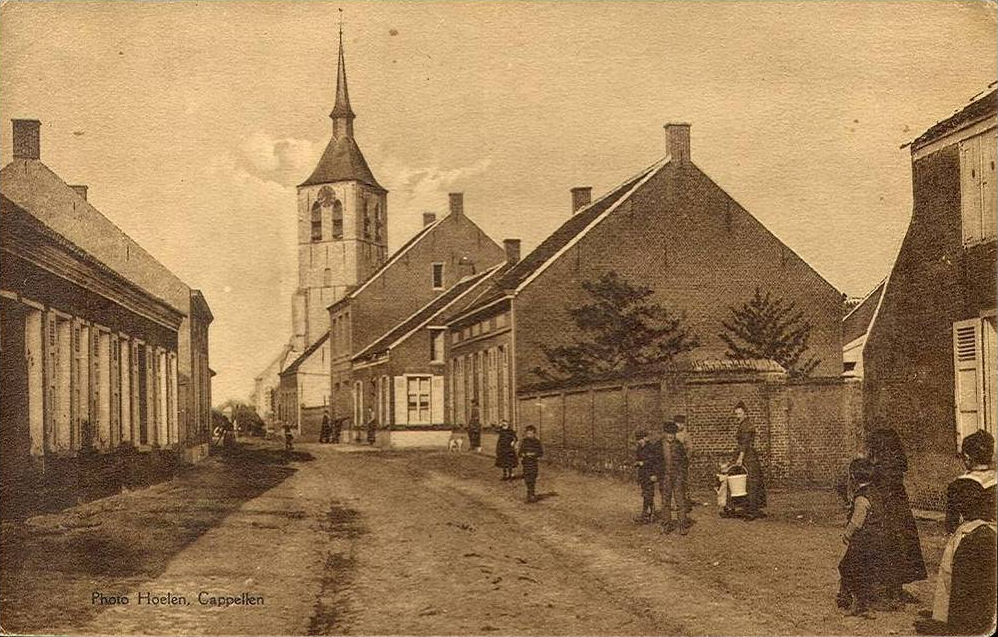
De Wilmarsstraat in 1899

Wilmarsdonk is een verdwenen Vlaams polderdorp ten noorden van de stad Antwerpen. In de jaren zestig werd het ontruimd, toen het plaats moest maken voor de uitbreiding van de haven van Antwerpen. In 1966 werden de laatste resten van het dorp gesloopt, alleen de gotische toren van de St.-Laurentiuskerk bleef staan.
Het grondgebied van de vroegere gemeente Wilmarsdonk vormt (samen met dat van de vroegere gemeenten Oorderen en Oosterweel) onder het postnummer 2030 nu een deel van het district Antwerpen.

## Geschiedenis
De plaats werd samen met Ekeren in 1155 voor het eerst vermeld in oorkonden van de Sint-Michielsabdij en werd in 1929 door Antwerpen geannexeerd. Het was gelegen op een zandige opduiking (donk) en was verbonden met Oorderen door de Oordersedijk.
De beruchte Slag bij Ekeren op 30 juni 1703, tussen de legers van de Twee Kronen (Frankrijk en Spanje) en de legers van de bondgenoten (de Republiek en Engeland) vond plaats tussen Muisbroek (Ekeren) en Wilmarsdonk - Oorderen.
In de verschillende archieven werden volgende schrijfwijzen gevonden: Wilmardunc, Wilmarsdunc, Wilmarsdonc, Wilmaersdonck, Wilmaersdonc, Wilmerdonck, Willemerdonck, Wilmersdonck, Wilmarsdonck en Wilmarsdonk.
De inwoners van Wilmarsdonk stonden ook onder hun bijnaam "paddenbuiken" bekend. Deze benaming komt van een Antwerps patriciërsgeslacht Paddebuc, waarvan de voornaam van een zekere Wilmarus Paddebuc de familienaam Wilmaers werd. Van de familie Wilmaers zijn velen schepen van de stad Antwerpen geweest en zij bezaten veel gronden in het noorden van Antwerpen. Waarschijnlijk ligt hier de oorsprong van de benaming Wilmarsdonk.
De kerktoren van Wilmarsdonk, maar ook die van Oosterweel, bleven staan ten behoeve van de landmeters, tijdens de uitbreidingswerken aan de Antwerpse haven tijdens de jaren zestig. In die tijd – er bestonden nog geen satellieten – waren kerktorens bakens waar men bij het landmeten de precieze coördinaten van had op stafkaarten. Door hun plaatsbepaling ten opzichte van de kerktorens, konden landmeters makkelijk hun bakens uitzetten voor het uitvoeren van de geplande werken.

## Demografische ontwikkeling
- Bronnen:NIS, Opm:1831 tot en met 1920=volkstellingen

## Bezienswaardigheden
- Van het vroegere dorp bleef slechts de kerktoren van de Sint-Laurentiuskerk tussen de huidige Wilmarsstraat (in het noorden), het Moleneind (in het oosten) en de Nietweg (in het zuiden) als monument bewaard.
- Bospolder (ligt in het westen gedeeltelijk op voormalig – voor 1929 – Wilmarsdonks grondgebied)
- Recreatiegebied Muisbroek (Ekerse Putten) (ligt in het westen gedeeltelijk op voormalig – voor 1929 – Wilmarsdonks grondgebied)

## Galerij

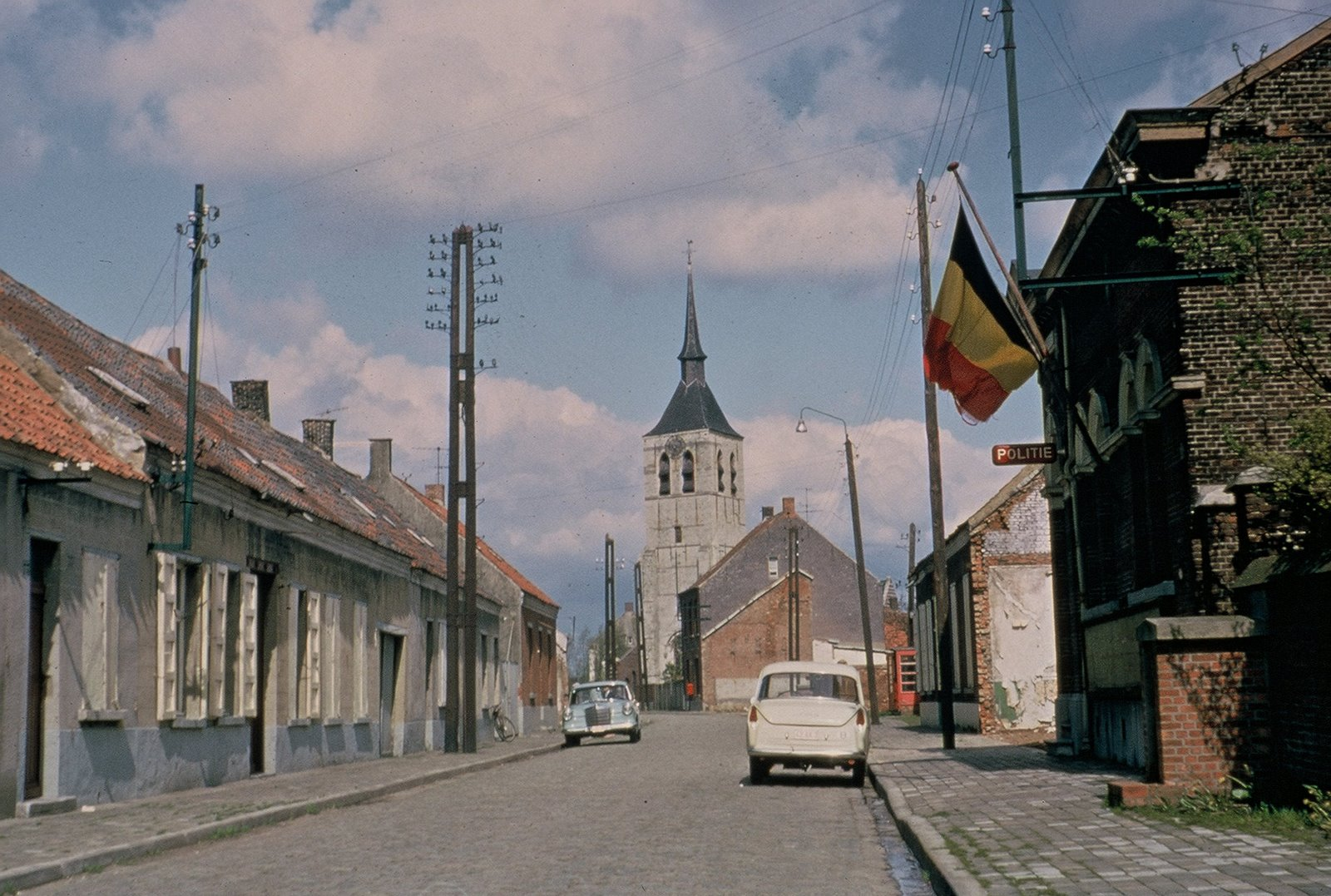
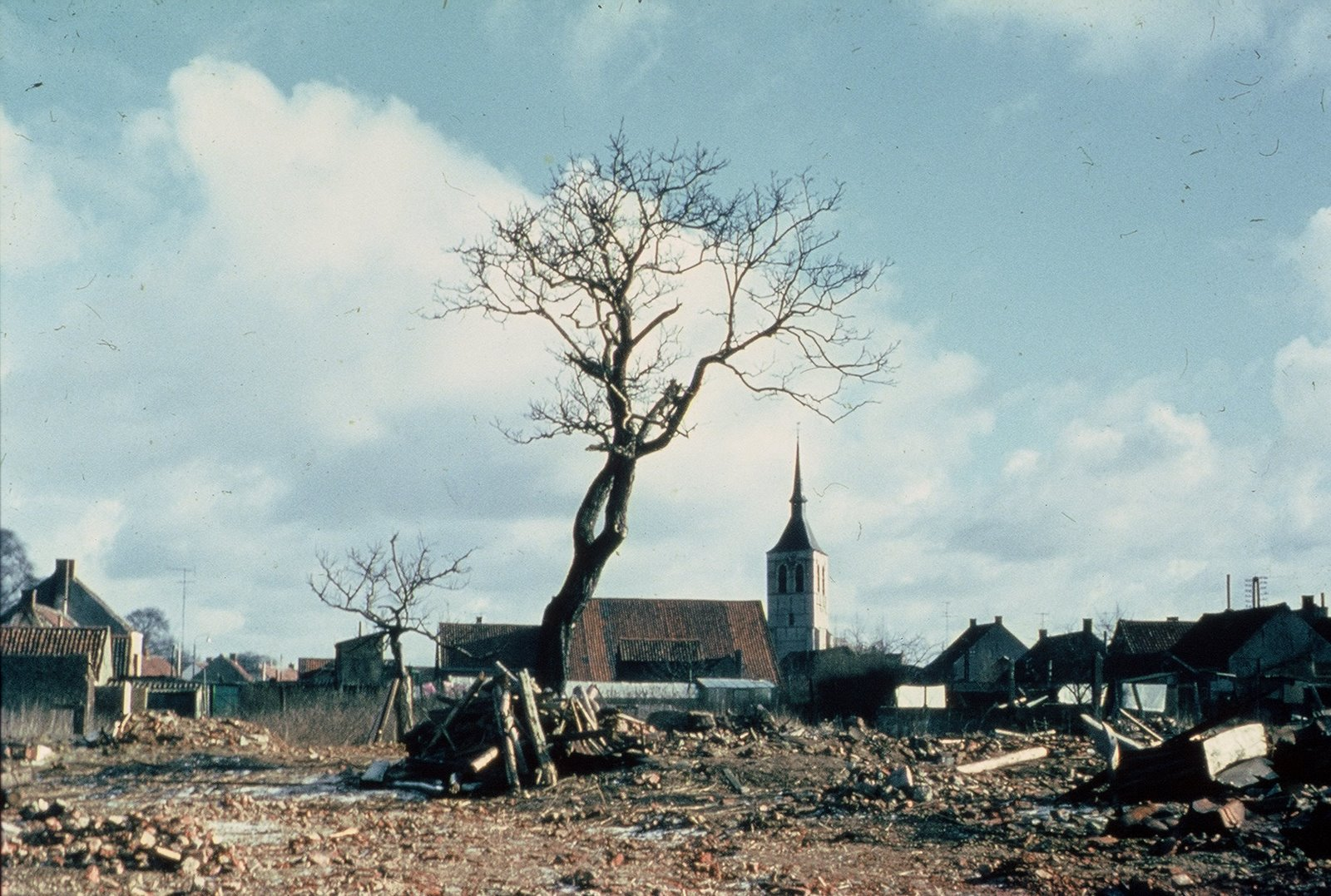
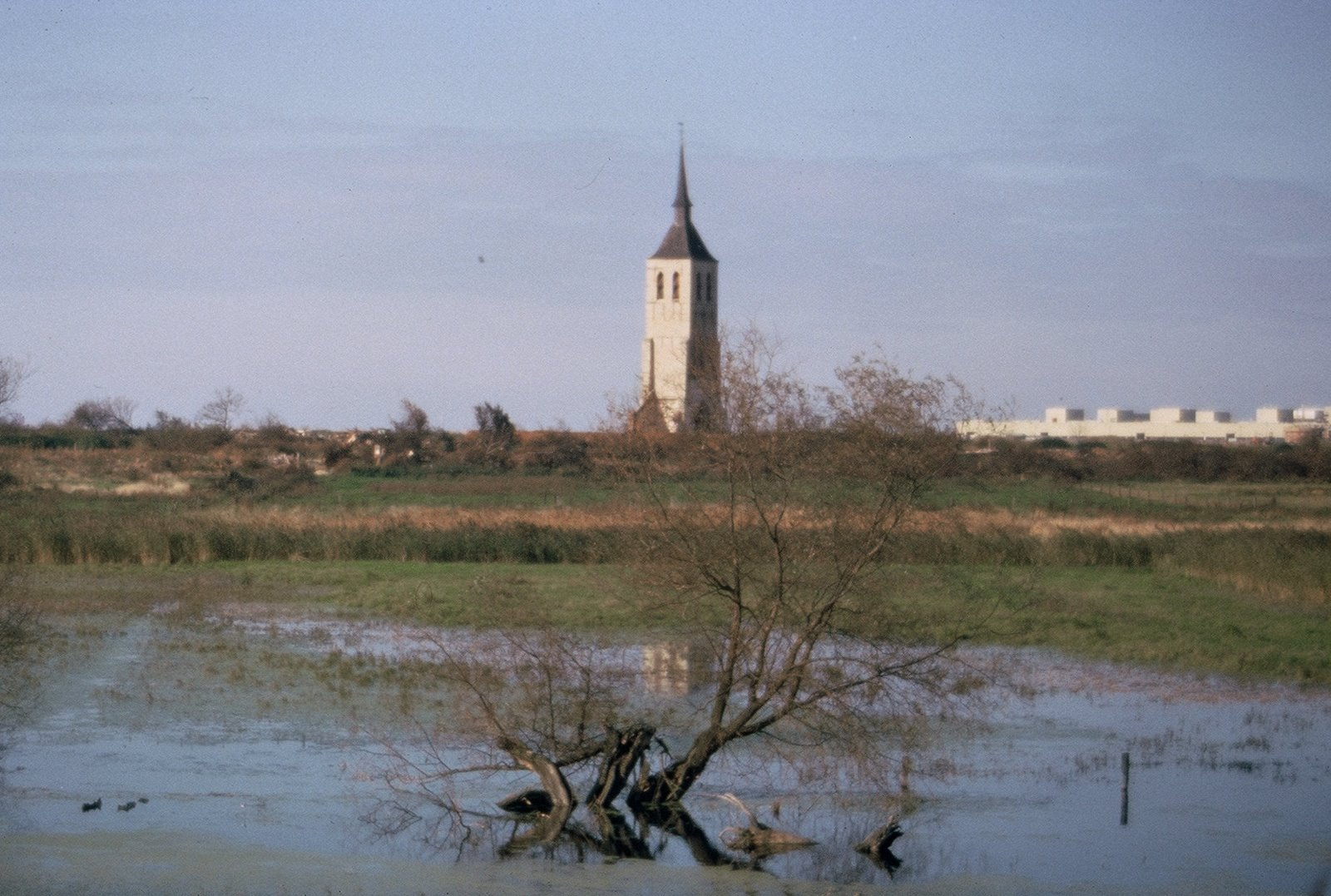
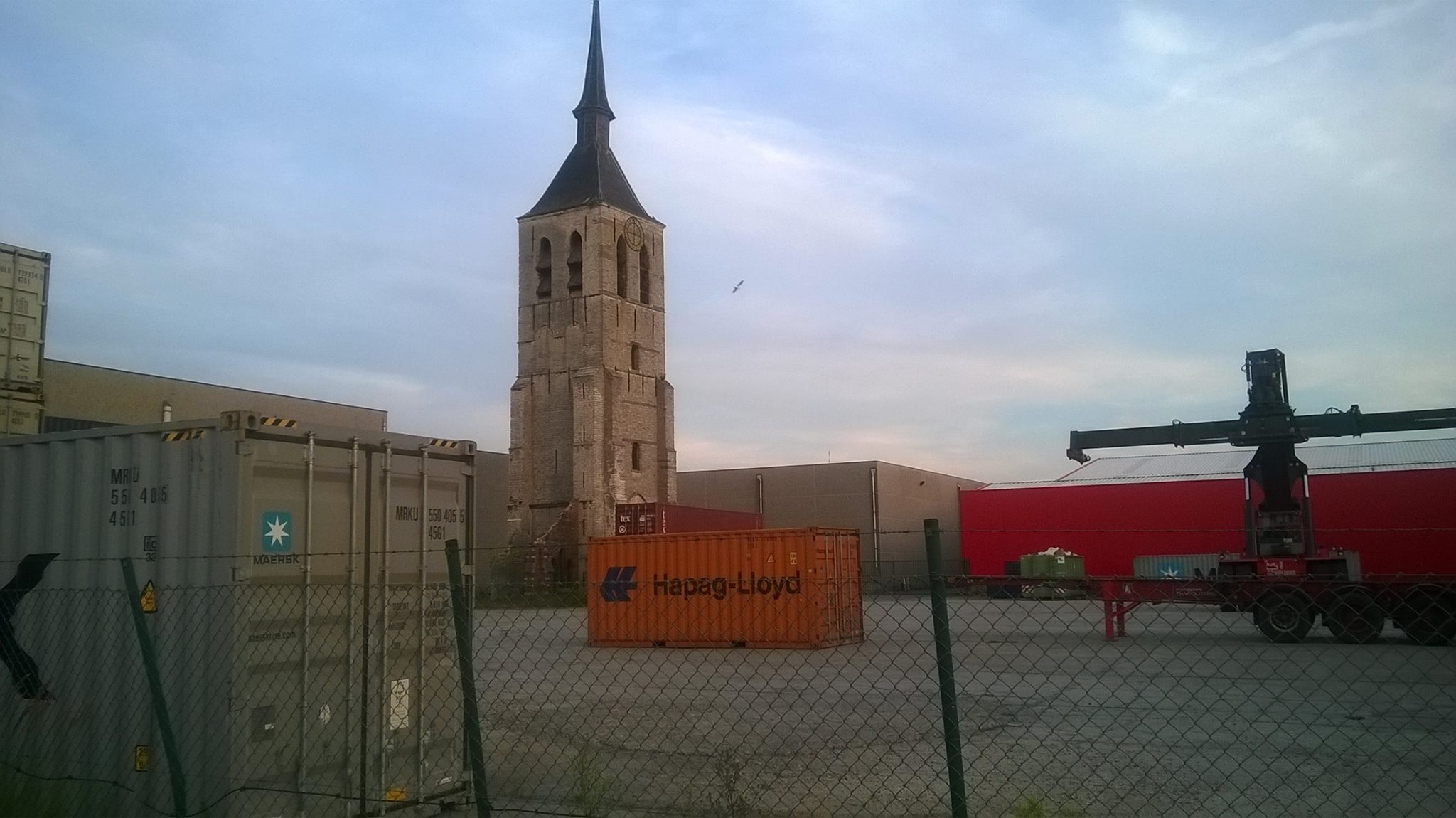